# Richard Hawley
Richard Willis Hawley, född 17 januari 1967 i Sheffield, är en brittisk gitarrist, låtskrivare, producent och sångare. Efter att hans första band Treebound Story splittrats, påbörjade Hawley en framgångsrik karriär som medlem i britpop-bandet Longpigs under 1990-talet. Senare spelade han i bandet Pulp som leddes av hans vän Jarvis Cocker. Efter att även Pulp splittrats, har Hawley släppt flera musikalbum som soloartist.

## Diskografi (urval)

### Solo
Studioalbum
- Late Night Final (Setanta Records) (2001)
- Lowedges (Setanta Records) (2003)
- Coles Corner (Mute Records) (2005)
- Lady's Bridge (Mute Records) (2007)
- Truelove's Gutter (Mute) (2009)
- Standing at the Sky's Edge (Parlophone) (2012)
- Hollow Meadows (Parlophone) (2015)
- Further (BMG) (2019)

Minialbum
- Richard Hawley (Setanta Records) (2001)

Livealbum
- Live At The Devil's Arse (Mute Records) (2009)
- Richard Hawley Live at the Devil's Arse 28th April 2017 (LiveHereNow) (2018)

Soundtrack album
- Funny Cow (Cadiz Music) (2018)

EPs
- Lady's Bridge (2008)
- False Lights from the Land (med Smoke Fairies) (2010)